# Do ânus para a boca

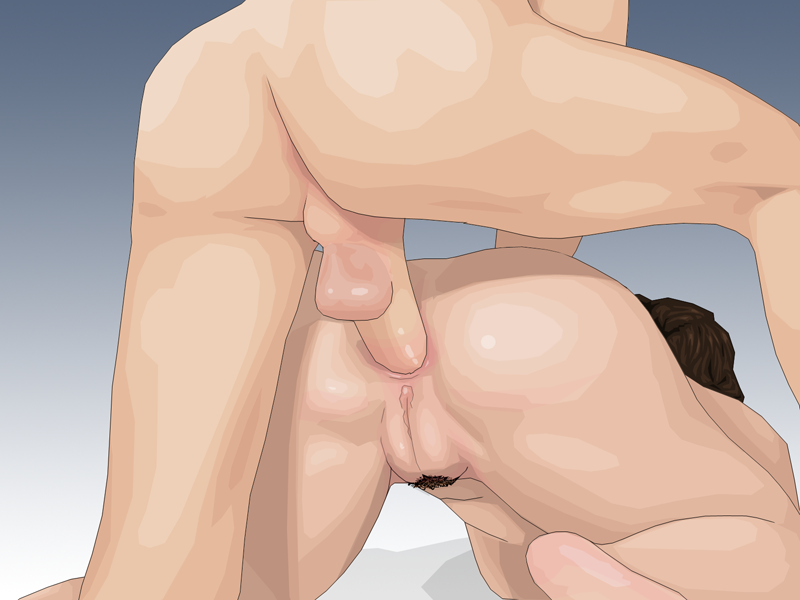
Sexo anal...

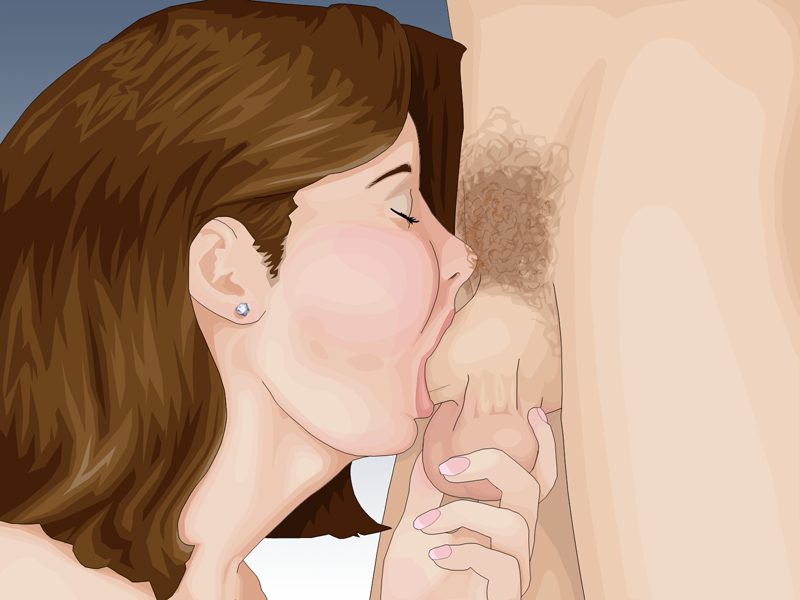
...seguido por sexo oral.

Do ânus para a boca, também conhecido como Ass-To-Mouth, A2M, ATM ou Arse-to-Mouth, é um tipo de prática sexual em que o parceiro, após o sexo anal, leva o pênis à boca da pessoa penetrada, que realiza, assim, sexo oral. Uma de suas variantes é o A2OGM, onde o pênis é retirado do ânus de uma pessoa e colocado diretamente na boca de outra pessoa.
Essa prática não é necessariamente condenável, segundo médicos, desde que os envolvidos estejam livres de viroses, verminoses e doenças bacterianas. Aparentemente é uma prática cada vez mais comum no cinema pornográfico atual. Em tais filmes as pessoas envolvidas costumam fazer regularmente testes de HIV e enemas profundos antes de entrarem em cena, assinam atestados e são completamente responsáveis pelas suas ações sexuais regulares.
A fantasia masculina explorada nessa prática sexual é, segundo alguns, a submissão por parte do homem da sua parceira ao ponto de "alimentá-la" com a secreção extraída de seu próprio corpo depositada no órgão genital masculino. Outros afirmam ser o interesse, ou desejo puro e simples de fazer sexo oral ao órgão genital masculino, apesar das possíveis secreções anais.[carece de fontes?]
Este tipo de prática tanto pode ser feita entre um homem e uma mulher, como entre homens, quer entre mulheres (recorrendo aos dedos ou brinquedos sexuais).